# 格闘王
『格闘王』（かくとうおう）は、TBSにて放送されていた格闘技専門番組である。
2001年よりINOKI BOM-BA-YEの放映権をTBSが獲得したのに伴い、同年10月4日放送開始。
その後開始されたK-1 WORLD MAX、DREAMなどの舞台裏や極秘情報を放送した。
2009年3月24日放送をもって終了。7年半の歴史に幕を閉じた。後番組は佐々木希司会の『格闘王子』。

## 放送時間
- TBS 毎週火曜25：29 -
- RKB毎日放送 毎週日曜26：13 -

## 過去のネット局
- 毎日放送

## 出演者
- 井上和香

## 過去の出演者
- 渡辺いっけい